# Wisdom of the Crowd
Wisdom of the Crowd (deutsch etwa Die Weisheit der Vielen) ist eine US-amerikanische Fernsehserie. Sie wurde vom Sender CBS ab 1. Oktober 2017 ausgestrahlt und basiert auf einer gleichnamigen israelischen Serie von Shira Hadad und Dror Mishani. Gegen Ende November 2017 beschloss der ausstrahlende Sender CBS, keine weiteren Folgen über die 13 bestellten hinaus zu ordern. Als Gründe wurden neben schwachen Einschaltquoten Vorwürfe sexuellen Fehlverhaltens gegenüber Hauptdarsteller Jeremy Piven genannt.
Zu einer deutschsprachigen Erstausstrahlung sollte es beim Sender Sat.1 im Laufe des ersten Halbjahres 2018 kommen. Später wurde bekanntgegeben, dass eine Ausstrahlung erst im Herbst 2018 beim Schwestersender Kabel eins erfolgen soll.

## Handlung
Ein Tech-Milliardär schafft ein hochmodernes Crowd-Sourcing-Zentrum, um den Mord an seiner eigenen Tochter zu lösen und die Verbrechensbekämpfung in San Francisco zu revolutionieren.

## Besetzung
Die deutschsprachige Synchronisation entstand bei der Bavaria Synchron in München unter der Dialogregie von Heiko Feld.
| Rolle                     | Schauspieler     | Synchronsprecher       |
| ------------------------- | ---------------- | ---------------------- |
| Jeffrey Tanner            | Jeremy Piven     | Markus Pfeiffer        |
| Detective Tommy Cavanaugh | Richard T. Jones | Oliver Mink            |
| Sara Morton               | Natalia Tena     | Katharina Schwarzmaier |
| Josh Novak                | Blake Lee        |                        |
| Alex Hale                 | Monica Potter    | Madeleine Stolze       |
| Tariq Bakari              | Jake Matthews    |                        |